# XOTcl
XOTcl (читается «экзотикль» (exotickle)) — eXtended Object Tcl — объектно-ориентированное расширение языка Tcl. Является развитием более раннего пакета OTcl. 
Авторы — Густав Нейман (Gustaf Neumann) и Уве Здунь (Uwe Zdun). По архитектуре близок к CLOS, реализации ООП языка Lisp. Заложенные в систему возможности позволяют реализовать различные варианты ООП, включая Аспектно-ориентированное программирование. В этом плане Tcl, расширенный до XOTcl, ничем не уступает языку Python.
XOTcl поддерживает динамическое объединение объектов, фильтры для динамической подгрузки компонентов.
Наряду с incr tcl и SNIT (а также TclOO — стандандартизированной реализации ООП для Tcl) — одно из трёх наиболее популярных объектно-ориентированных расширений Tcl.